# 乔乌德瓦尔
乔乌德瓦尔（Choudwar），是印度奥里萨邦Cuttack县的一个城镇。总人口42597（2001年）。

## 人口
该地2001年总人口42597人，其中男性22870人，女性19727人；0—6岁人口4393人，其中男2305人，女2088人；识字率77.17%，其中男性为82.52%，女性为70.97%。